# Madera (vino)

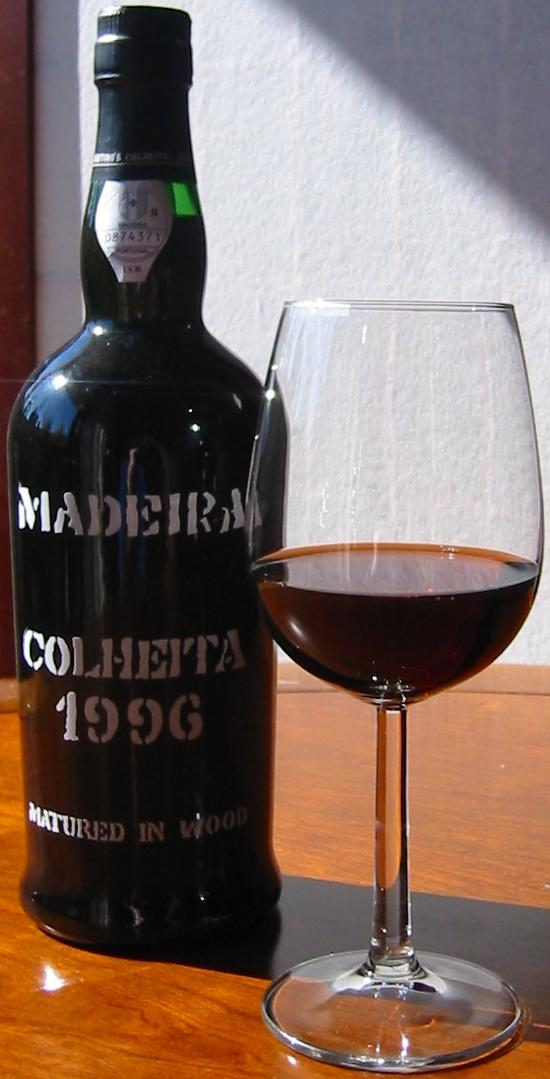

Il madera (in portoghese madeira) è un vino liquoroso prodotto nell'arcipelago portoghese di Madera, nell'Oceano Atlantico, circa 700 chilometri ad ovest del Marocco.

## Storia
Questo vino liquoroso nacque in maniera casuale. Fin dal 1600 nell'isola di Madera veniva prodotto, per consumo locale ed esportazione, un vino normale (non liquoroso) ottenuto principalmente da uve malvasia e verdelho; ma in alcune zone, a causa del clima, le uve non raggiungevano un sufficiente tenore zuccherino, e per attenuare l'acidità del prodotto al vino si aggiungeva dello zucchero di canna o alcol da zucchero di canna.
Col tempo si scoprì che questo vino, rinforzato con lo zucchero o con l'alcol, riusciva a mantenere al meglio le proprie caratteristiche, ed in alcuni casi a migliorarle, anche durante i viaggi in nave e nonostante gli sbalzi termici e le sollecitazioni meccaniche a cui veniva sottoposto; si rilevò anche che due attraversamenti dell'equatore ne determinavano una migliore maturazione. Sulla base di queste esperienze venne definito il metodo di vinificazione del madera.

## Vinificazione
Il metodo di vinificazione consiste nel sottoporre il vino per alcuni mesi ad alte temperature (intorno ai 50 °C), utilizzando contenitori appositamente costruiti per questo scopo e chiamati estufas (stufe). Sono fatti di pietra e divisi in compartimenti riscaldati con aria calda che deriva da un sistema di stufe. Questo processo simula gli effetti subiti dal vino contenuto nelle botti che venivano trasportate per lunghi viaggi in nave, attraversando anche zone a clima tropicale. Gran parte del sapore caratteristico del madera è dovuto a questa pratica, che accelera il processo di maturazione del vino. Inoltre, il vino viene deliberatamente tenuto a contatto con l'aria, il che provoca un ulteriore processo di ossidazione; non a caso, quando si degusta un vino eccessivamente invecchiato in bottiglia, si dice che è maderizzato.

## Caratteristiche
L'esposizione a temperature elevate e l'ossidazione favoriscono la stabilità del vino; una bottiglia aperta di madera manterrà le sue caratteristiche organolettiche per molti mesi. Se correttamente imbottigliato e conservato, il madera è uno dei vini più longevi, in grado di essere bevuto anche dopo cento e più anni.

## Tipi
I vari tipi madera si differenziano a seconda dei vitigni utilizzati ovvero del grado di dolcezza.
I tipi sono quattro, identificati o con il nome del vitigno (se presente in percentuale maggiore dell'85%) o con il grado di dolcezza (che corrisponde approssimativamente alle varietà dei vitigni componenti):
- il Malmsey (Malvasia), il più dolce (indicato anche con il termine di ricco);
- il Boal, semi-dolce (indicato anche con il termine di dolce);
- il Verdelho, semi-secco (indicato anche con il termine di medio);
- il Sercial, il più secco (indicato anche con il termine di secco).

In passato esisteva anche il Terrantez, varietà di vitigno caratterizzato da intensi profumi ma ora pressoché scomparso.
Il madera può inoltre essere etichettato come millesimato (vintage) se prodotto con uve di un singolo vitigno, di una singola annata, ed invecchiato per più di 20 anni; oppure come solera con indicazione dell'invecchiamento (3, 5, 10 o 15 anni).